# دیوید الفسن
دیوید وارن الفسن (انگلیسی: David Warren Ellefson؛ زادهٔ ۱۲ نوامبر ۱۹۶۴) موسیقی‌دان آمریکایی است که به‌عنوان نوازندهٔ دیرینهٔ گیتار بیس گروه ترش متال مگادث شناخته شد. الفسن علاوه بر مگادث در گروه‌هایی نظیر کیلینگ ماشین و اف ۵ هم حضور داشته است. همکاری او با مگادث از سال ۲۰۰۲ تا ۲۰۱۰ با وقفه مواجه شد.

## اخراج از مگادث
در می ۲۰۲۱ تعدادی پیام جنسی و فیلم‌هایی با محتوای غیراخلاقی از الفسن در توییتر منتشر شد و او به فریب دادن دختری زیر سن قانونی متهم شد. الفسن این اتهام‌ها را رد کرد و مدعی شد فیلم‌ها و پیام‌های خصوصی او توسط شخص ثالثی که مجاز به داشتن یا به اشتراک گذاشتن آنها نبوده، با سوء نیت منتشر شده‌اند. هم‌زمان اسکرین شاتی از یک پُست زن طرف مقابل در رسانه‌های اجتماعی  منتشر شد. او در آن پُست گفته بود که لحظات خصوصی‌شان را ضبط کرده و آنها را بدون اجازه الفسن با یکی از دوستانش به اشتراک گذاشته است. او به خاطر این کار خود را «ساده لوح» خوانده بود و گفته بود که خودش شروع کننده آن رابطه بوده که «کاملاً با رضایت و همه‌اش آنلاین» بوده است.
دیگر اعضای مگادث ابتدا در بیانیه‌ای اعلام کردند از آنچه در جریان است آگاه هستند و پروندهٔ الفسن را دنبال می‌کنند اما دو هفتهٔ بعد در بیانیه‌ای دیگر اعلام شد که بابت این اتفاق‌ها او را از گروه اخراج کرده‌اند.

## دیسکوگرافی
با مگادث
- کشتن کسب و کار من است… و کاسبی روبراه است! (۱۹۸۵)
- صلح خوب می‌فروشه… اما کیه که بخره؟ (۱۹۸۶)
- تا این‌جای کار خوبه! خب که چی بشه! (۱۹۸۸)
- باشد تا آسوده زنگ بزنید (۱۹۹۰)
- شمارش معکوس برای انقراض (۱۹۹۲)
- یوثانیژیا (۱۹۹۴)
- نوشته‌های مرموز (۱۹۹۷)
- خطر (۱۹۹۹)
- جهان نیازمند قهرمان است (۲۰۰۱)
- سیزده (۲۰۱۱)
- ابربرخورددهنده (۲۰۱۳)
- ویران‌شهر (۲۰۱۶)